# 欧容河畔日耶
欧容河畔日耶（法語：Giey-sur-Aujon，法語發音：[ʒjɛ syʁ oʒɔ̃]）是法国上马恩省的一个市镇，属于肖蒙区。

## 地理
欧容河畔日耶（47°54'23"N, 5°4'11"E）面积30.42 平方千米，位于法国大東部大區上马恩省，该省份为法国东北部内陆省份，北起马恩省和默兹省，西接奥布省，西南接科多尔省，东南接上索恩省，东临孚日省。
与欧容河畔日耶接壤的市镇（或旧市镇、城区）包括：阿尔博、巴鲁瓦地区阿尔克、奥布河畔奥布皮埃尔、比尼耶尔、奥布河畔鲁夫尔、欧容河畔圣卢、泰尔纳。

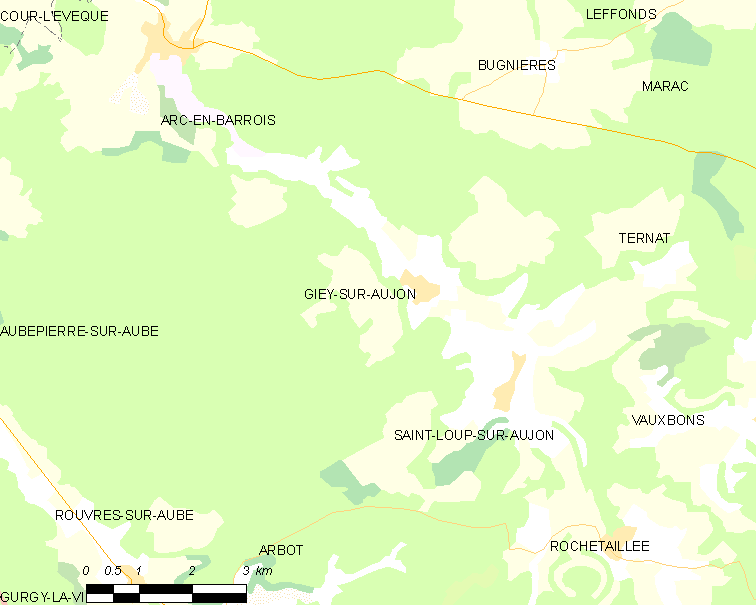
欧容河畔日耶的OSM定位图

欧容河畔日耶的时区为UTC+01:00、UTC+02:00（夏令时）。

## 行政
欧容河畔日耶的邮政编码为52210，INSEE市镇编码为52220。

## 政治
欧容河畔日耶所属的省级选区为沙托维兰县。

## 人口

1962-2008年间欧容河畔日耶人口变化图示

欧容河畔日耶于2022年1月1日时的人口数量为145人。